# Hohes Moor bei Kirchdorf
Hohes Moor bei Kirchdorf este o arie protejată (sit de importanță comunitară — SCI) din Germania întinsă pe o suprafață de 630 ha, integral pe uscat.

## Localizare
Centrul sitului Hohes Moor bei Kirchdorf este situat la coordonatele 52°35′22″N 8°53′13″E / 52.5894°N 8.8869°E.

## Înființare
Situl Hohes Moor bei Kirchdorf a fost declarat sit de importanță comunitară în ianuarie 2005 pentru a proteja un număr necunoscut de specii din flora spontană și fauna sălbatică aflate în arealul zonei.

## Biodiversitate
Situată în ecoregiunea atlantică, aria protejată conține 9 habitate naturale: Vegetație psamofilă uscată cu Calluna și Genista, Vegetație psamofilă uscată cu pășuni deschise de Corynephorus și Agrostis, Lacuri și iazuri distrofice naturale, Fânețe de joasă altitudine (Alopecurus pratensis, Sanguisorba officinalis), Turbării active, Mlaștini oligotrofe degradate, capabile încă de regenerare naturală, Mlaștini turboase de tranziție și turbării mișcătoare, Păduri acidofile de stejar bătrân cu Quercus robur pe câmpii nisipoase, Mlaștini împădurite.
La baza desemnării sitului se află un număr nedeclarat de specii protejate.
Pe lângă speciile protejate, pe teritoriul sitului au mai fost identificate 1 specie de amfibieni.